# Bathynectes
Bathynectes is een geslacht van kreeftachtigen uit de klasse van de Malacostraca (hogere kreeftachtigen).

## Soorten
- Bathynectes brevispina Stimpson, 1871
- Bathynectes longipes (Risso, 1816)
- Bathynectes longispina Stimpson, 1871
- Bathynectes maravigna (Prestandrea, 1839)
- Bathynectes piperitus Manning & Holthuis, 1981